# Tiroler Straße (Österreich)
Die Tiroler Straße B 171 ist eine Landesstraße in Österreich. Sie verläuft auf einer Länge von 166,323 km von Kufstein nach Pardöll (Gemeinde Flirsch) durch das Tiroler Inntal bis Landeck, parallel zur Inntalautobahn, und anschließend durch das Stanzertal in Richtung Arlberg.

## Geschichte
Die Arlberger Straße von Innsbruck zum Arlberg, die Salzburger Straße von Innsbruck nach Lofer und die Kufsteiner Straße von Wörgl nach Kiefersfelden gehören zu den Bundesstraßen, die durch das Bundesgesetz vom 8. Juli 1921 eingerichtet wurden. Bis 1938 wurde die Straße zwischen Bregenz und Wien als B 1 bezeichnet, nach dem Anschluss Österreichs wurde diese Straße bis 1945 als Teil der Reichsstraße 31 geführt. Die Kufsteiner Straße wurde bis 1938 als B 65 bezeichnet, nach dem Anschluss Österreichs wurde diese Straße bis 1945 als Teil der Reichsstraße 15 geführt.

## Verlauf
Staatsgrenze bei Kufstein (Kiefersfelden) – (Untere Schranne Wildbichler Straße B 175), (Sölllandl Eiberg Straße B 173) – Wörgl – (Sölllandl Loferer Straße B 178) – Brixlegg (Alpbachtal) – Wiesing (Achensee Achensee Straße B 181, Zillertal Zillertal Straße B 169) – Schwaz – Hall in Tirol – Innsbruck (Wipptal Brenner Straße B 182) – Zirl (Seefelder Plateau Seefelder Straße B 177) – Telfs (Mieminger Plateau Mieminger Straße B 189) – Haiming (Ötztal Ötztal Straße B 186) – Imst (Nassereith Mieminger Straße B 189 und Pitztal) – Landeck (Oberinntal Reschen Straße B 180) – Pians (Paznauntal) – Flirsch/Pardöll (Stanzertal).

### Äste
B 171a (Tiroler Straße Abzweigung Hall i. T.)
Hall in Tirol (B 171) – Ampass (A 12 – Anschluss Hall Mitte). Dieser Ast teilt sich in zwei weitere Äste, die jedoch keine eigene Straßenbezeichnung tragen. Gesamtlänge 1,52 km.
B 171b (Tiroler Straße Abzweigung Völs)
Innsbruck (B 171) – Völs (A 12 – Anschluss Innsbruck-Kranebitten). Länge 1,31 km.

## Ausbau
- Die gesamte Haller Straße in Innsbruck und das anschließende Ortsgebiet von Neu-Rum, sowie die Freilandstrecke zwischen Rum und Hall in Tirol sind 4-streifig ausgebaut, die Fertigstellung im August 2011.
- Die Umfahrung Wörgl ist seit langem in Planung. Das westliche Teilstück mit einer Länge von 2,1 km ist gebaut und Fahrzeuge über 7,5 t hzG bis zu den Betrieben in der Gewerbezone benutzbar. Ein Fertigstellungstermin für das fehlende östliche Baulos inklusive neuem Kreisverkehr beim Autobahnzubringer Wörgl-Ost ist noch nicht bekannt.

## Verkehrsbeschränkungen für den Durchzugsverkehr
Fahrverbot für LKW über 7,5 Tonnen ist auf folgenden Abschnitten der B 171 verordnet (Stand: 4. Juli 2010):
- von km 0,000 bis km 1,690
- von km 1,984 bis km 3,857
- von km 10,995 bis km 14,650
- von km 15,442 bis km 16,766
- von km 20,776 bis km 24,109
- von km 31,578 bis km 32,640
- von km 49,125 bis km 53,625
- von km 63,760 bis km 66,520
- von km 82,660 bis km 83,725
- von km 88,775 bis km 90,930
- von km 103,520 bis km 104,440
- von km 115,550 bis km 121,155
- von km 135,220 bis km 148,800
- von km 148,750 bis km 154,800
- von km 158,600 bis km 166,323[2]

## Galerie

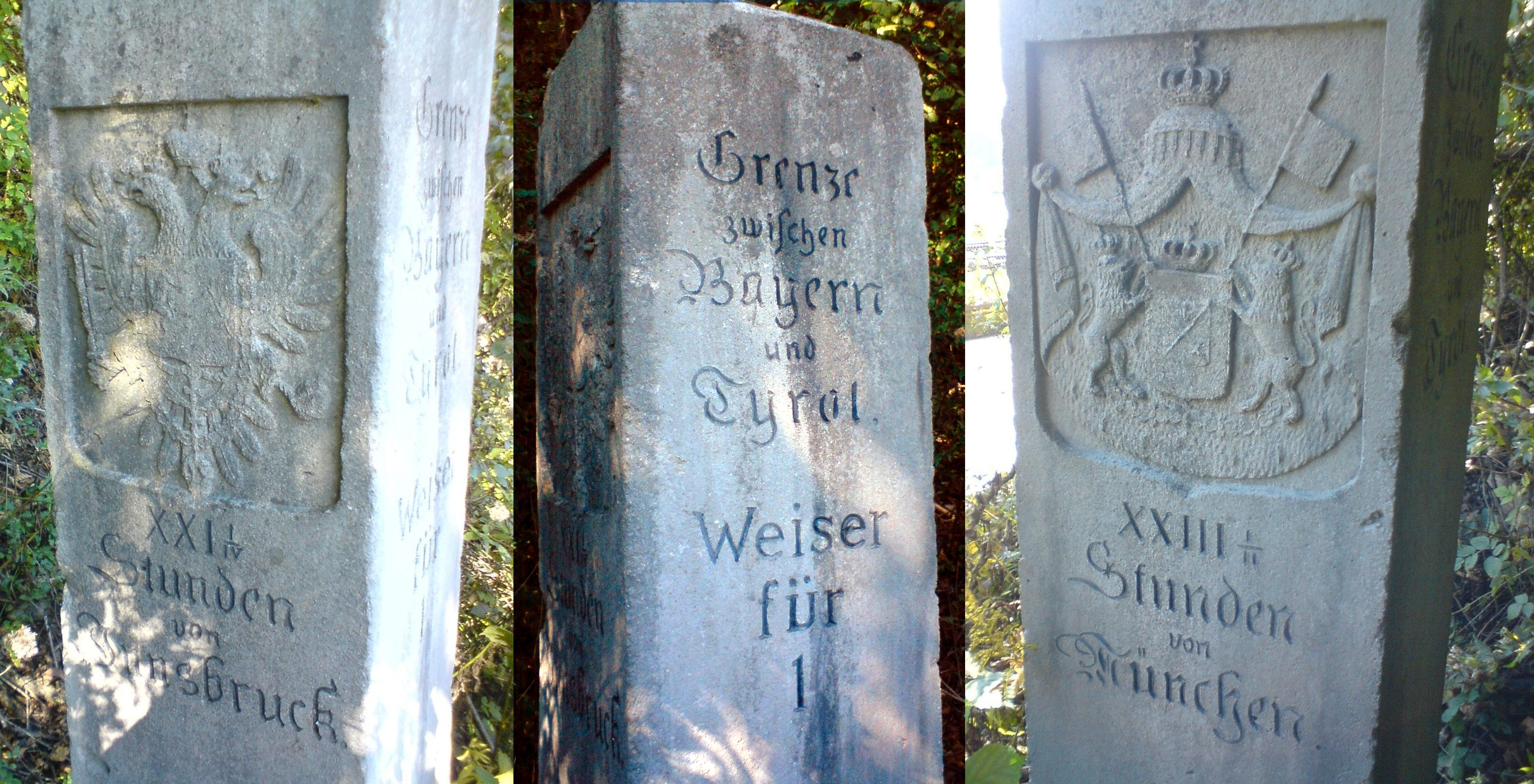
Beginn der B 171 bei der Grenze zu Bayern
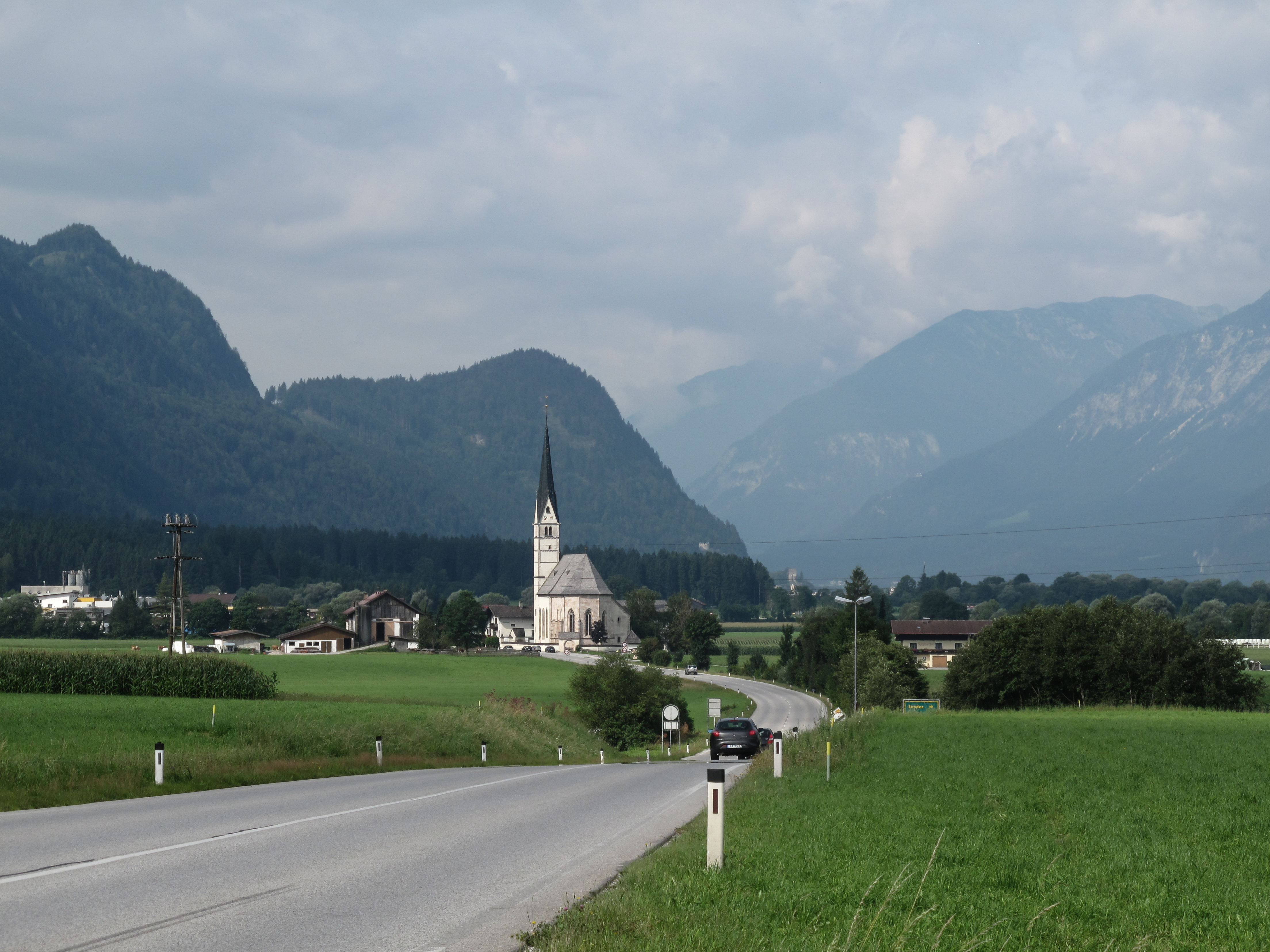
B 171 bei Kundl
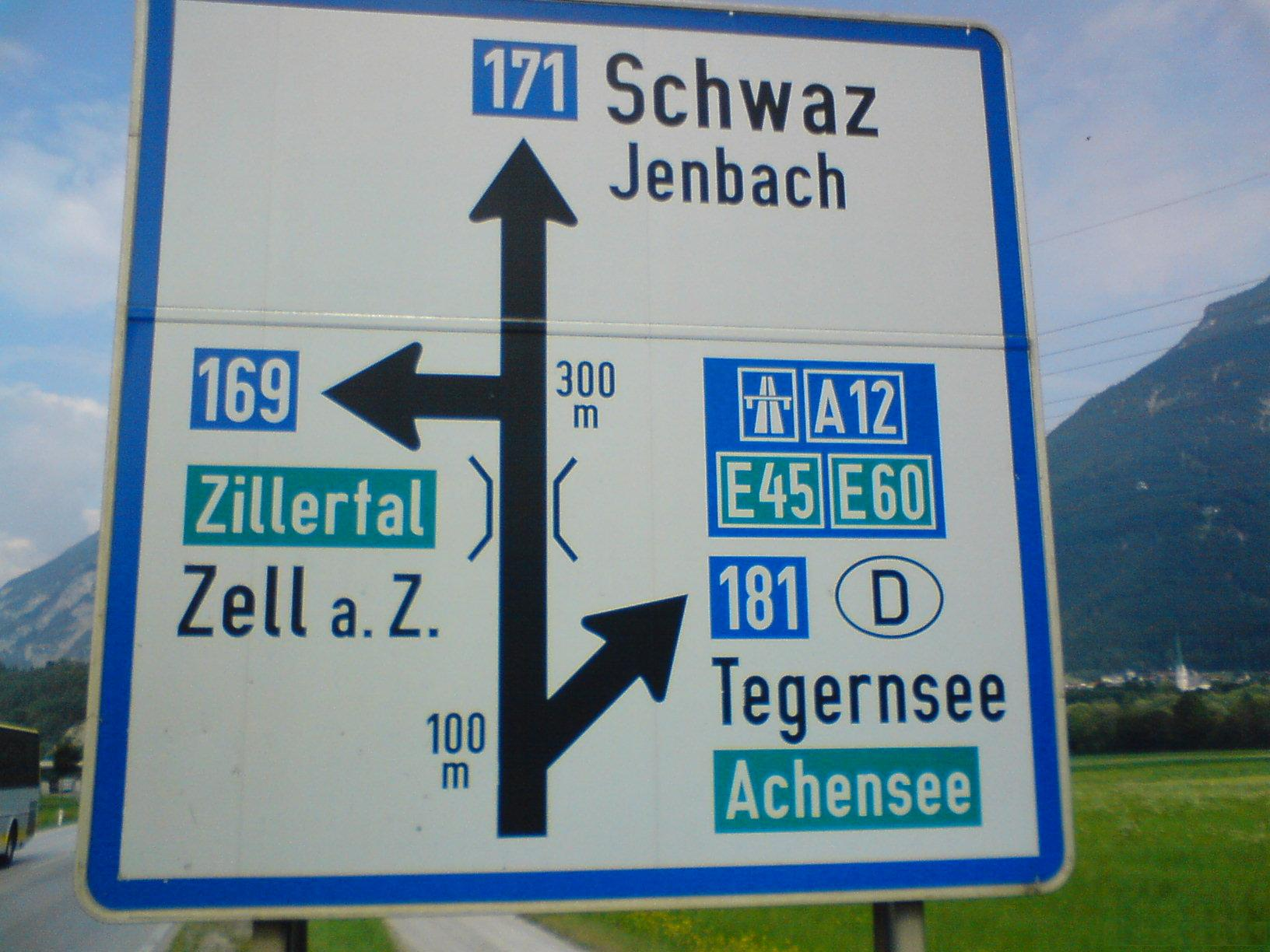
Vorwegweiser westlich von Strass im Zillertal
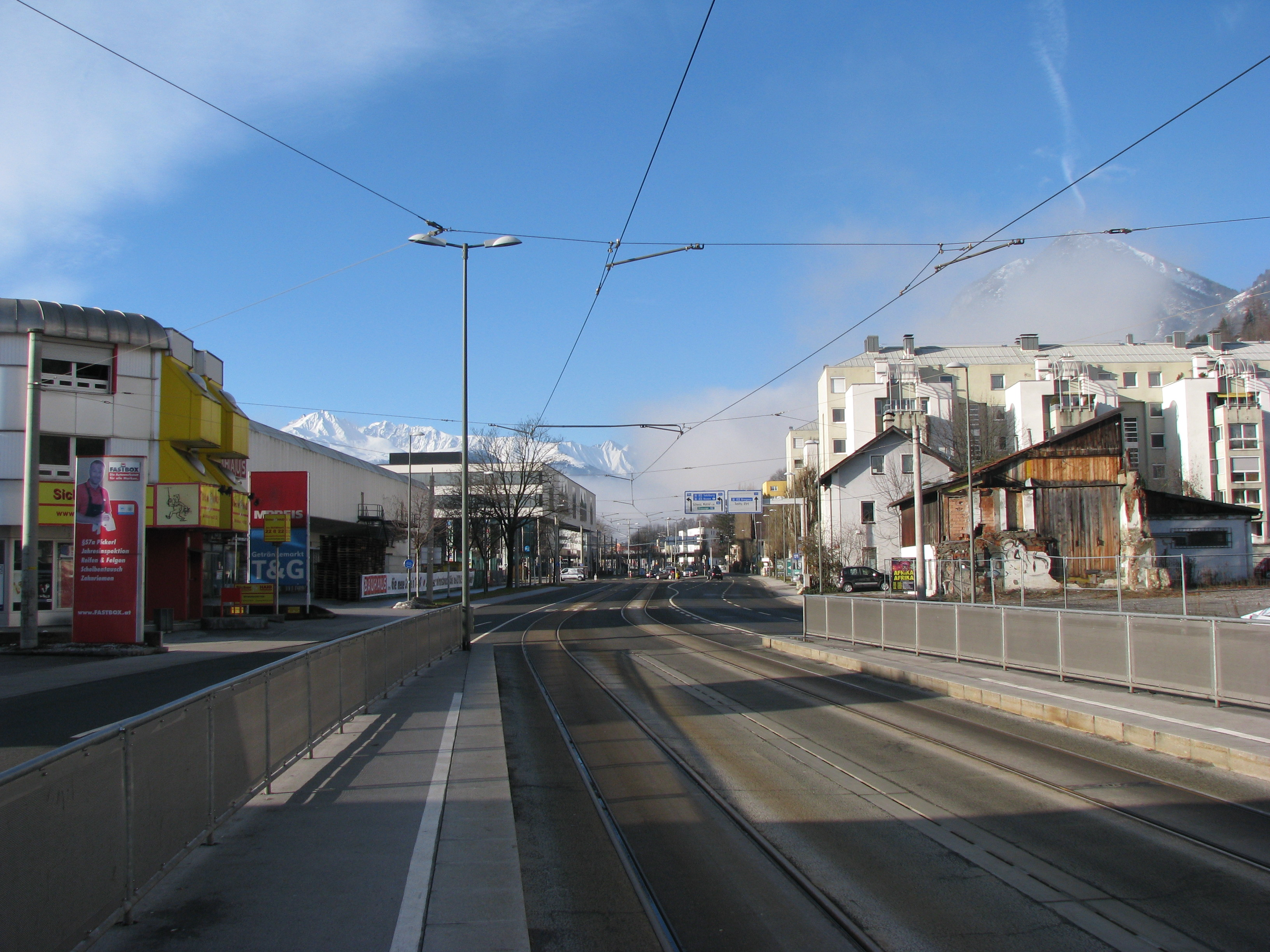
Innsbruck, Höttinger Au nach Westen
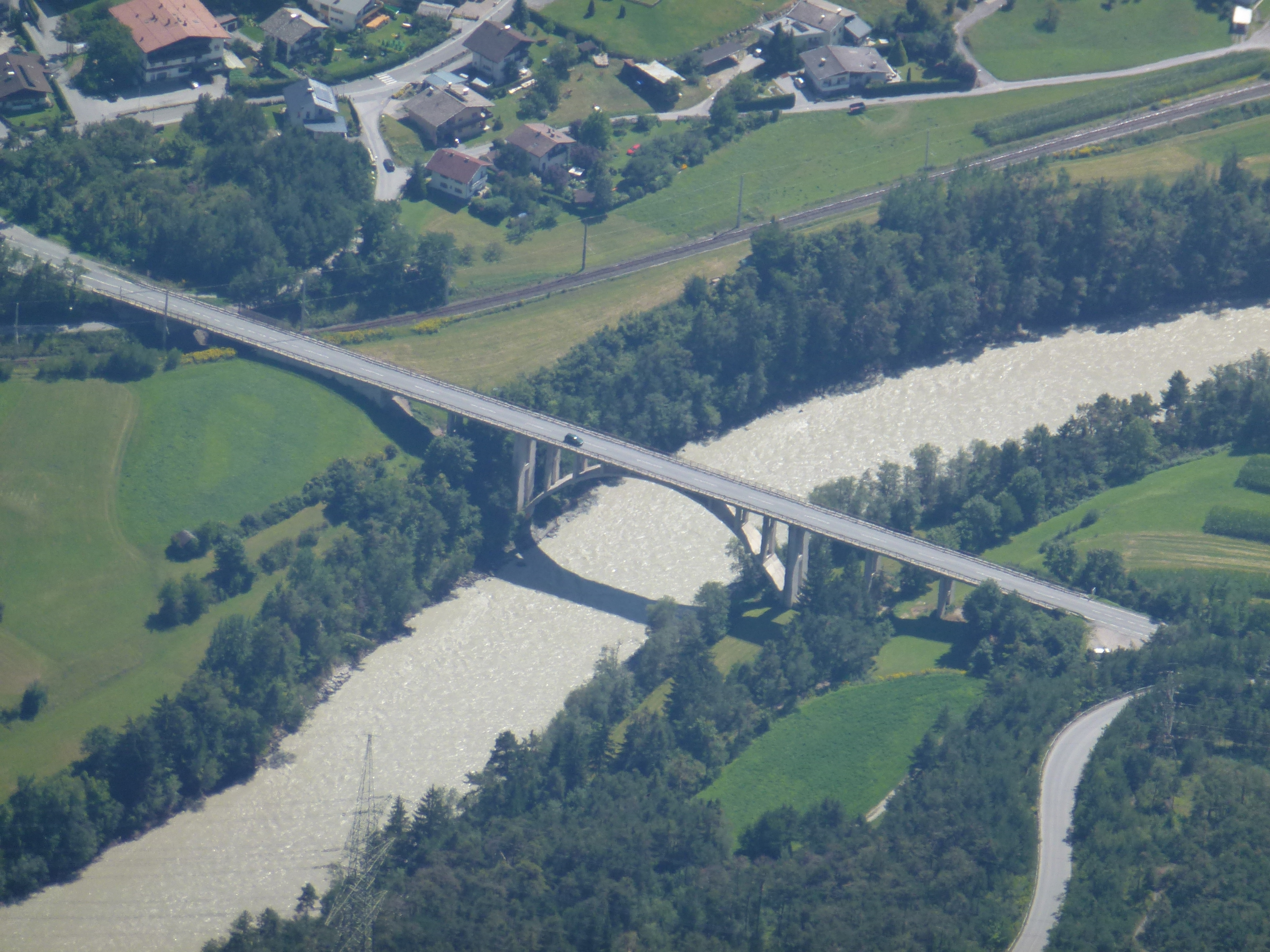
Innbrücke bei Roppen
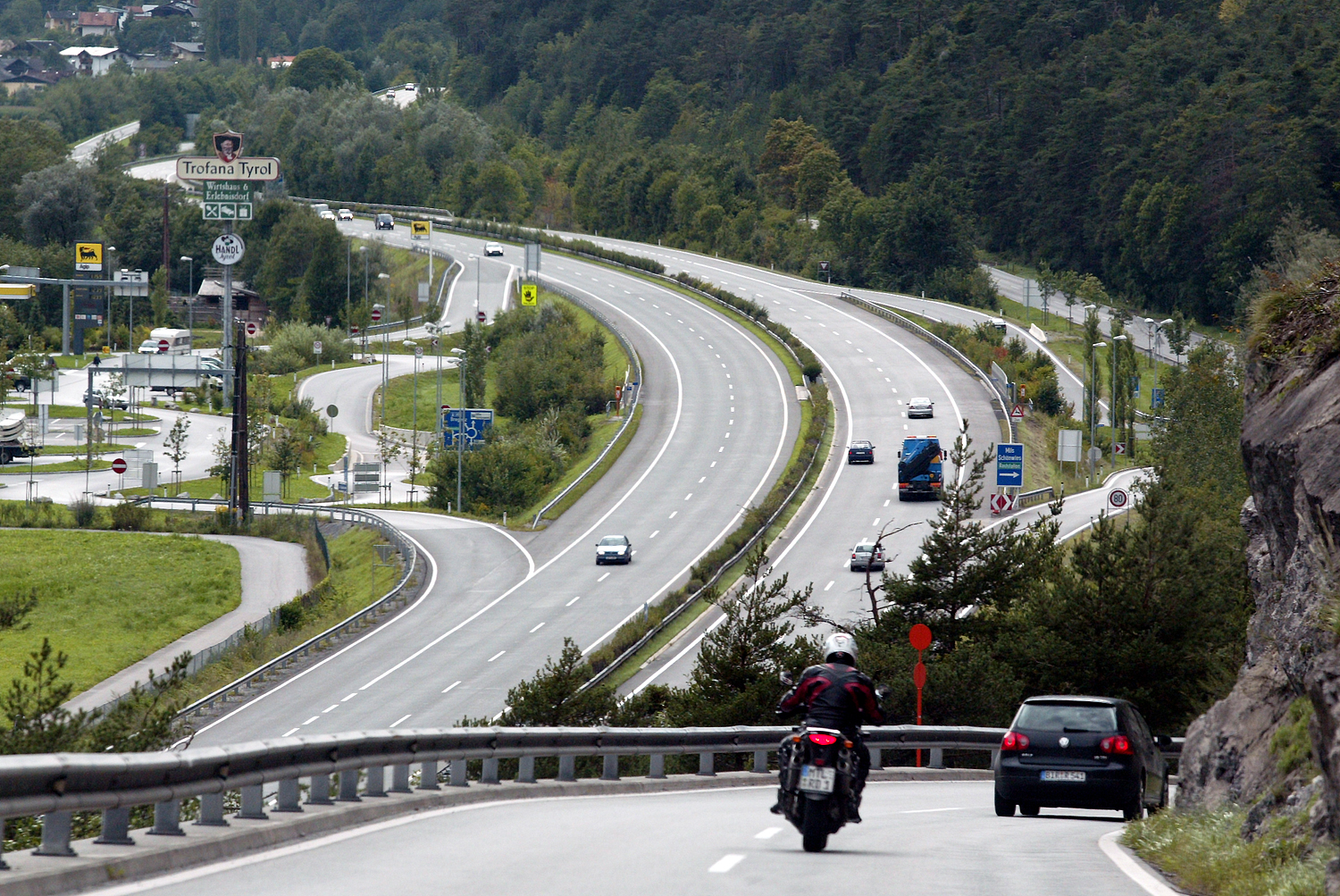
Blick von der B 171 auf die A 12 mit Raststätte Trofana Tyrol in Mils bei Imst